# Adeline Wuillème
Adeline Wuillème, née le 8 décembre 1975 à Reims, est une escrimeuse française, pratiquant le fleuret.

## Biographie
En 2008, elle est privée de sa quatrième participation olympique en raison de la non-qualification de l'équipe de France de fleuret féminine pour les Jeux olympiques de Pékin. 
Toutefois, elle participe en juillet aux Championnats d'Europe de Kiev. Pour sa dernière grande compétition, elle parvient pour la première fois à atteindre la finale d'un grand championnat en individuels. Elle se voit opposer à l'Italienne Margherita Granbassi. Celle-ci, qui n'a jamais battu la Française, échoue de nouveau et offre ainsi à cette dernière son premier titre. Puis, quelques jours tard, elle contribue à la victoire de la France sur la Pologne pour obtenir la médaille de bronze dans la compétition par équipes.

## Club
- Reims
- Elle est maître d'armes à l'Université Paris II - Panthéon-Assas.

## Palmarès
- Championnats du monde d'escrime
  -  Médaille de bronze en fleuret individuel aux mondiaux 2005
  -  Médaille de bronze en fleuret par équipe aux mondiaux 2005
- Championnats d'Europe d'escrime
  -  Médaille d'or en fleuret individuel aux Championnats d'Europe d'escrime 2008 à Kiev
  -  Médaille de bronze  en fleuret par équipe aux Championnats d'Europe d'escrime 2008
- Championnats de France d'escrime
  -  Médaille d'or en fleuret individuel en 1996, 1999, 2001, 2002, 2006, 2007
  -  Médaille d'argent en fleuret individuel en 2003, 2004 et 2005